# Mammoth (Pensilvania)
Mammoth es un lugar designado por el censo ubicado en el condado de Westmoreland en el estado estadounidense de Pensilvania. En el Censo de 2010 tenía una población de 525 habitantes y una densidad poblacional de 161,5 personas por km².

## Geografía
Mammoth se encuentra ubicado en las coordenadas 40°11′55″N 79°27′46″O / 40.19861, -79.46278. Según la Oficina del Censo de los Estados Unidos, Mammoth tiene una superficie total de 5.23 km², de la cual 0 km² corresponden a tierra firme y (0%) 0 km² es agua.

## Demografía
Según el censo de 2010, había 525 personas residiendo en Mammoth. La densidad de población era de 161,5 hab./km². De los 525 habitantes, Mammoth estaba compuesto por el 99.24% blancos, el 0% eran afroamericanos, el 0% eran amerindios, el 0% eran asiáticos, el 0.19% eran isleños del Pacífico, el 0% eran de otras razas y el 0.57% pertenecían a dos o más razas. Del total de la población el 0% eran hispanos o latinos de cualquier raza.